# Сандаловый Будда
Зандан Жуу (Сандаловый Будда или Сандаловый Владыка) — скульптура Будды Шакьямуни высотой 2 м 18 см, сделанная из сандалового дерева, по преданиям, 2500 лет назад по заказу раджи Уддияны.
Находится в Эгитуйском дацане в Республике Бурятия. Является буддистской святыней и считается первой в истории статуей Будды и единственной скульптурой, сделанной при жизни Будды Шакьямуни (в литературных источниках встречаются упоминания о других прижизненных портретах и скульптурах, но достоверных подтверждений нет). Согласно традиции считается живым Буддой, несущим благодать.

## История

### Ранняя история
По преданию, Будда Шакьямуни пророчествовал появление Сандалового Будды на Севере и, соответственно, перемещение туда центра буддизма.
В III веке статуя из Индии была перевезена в Китай.
В IV веке монах Кумараяна из Кашмира, чтобы спасти скульптуру от бедствий войны, увез её в Кучу, женился на сестре местного правителя и стал духовным наставником в государстве. Его сын Кумараджива стал знаменитым буддийским мудрецом.
В VIII веке жёны тибетского царя Сонгцэна Гампо привезли статую в Тибет. В XIII веке статуя находилась, предположительно, в Монголии.

### Обретение Зандан Жуу Эгитуйским дацаном
Зимой 1901 года Сандаловый Будда оказался в Забайкалье. После подавления Боксёрского восстания, бурятские казаки, пользуясь суматохой и разрухой в Пекине, и пожаром в монастыре Сандан-сы («Монастырь Сандалового Будды»), где в то время хранилась статуя, вывезли её. Руководил операцией начальник почтово-телеграфной службы российского посольства в Китае Н. И. Гомбоев. Бурятские казаки вынесли драгоценную статую из горящего монастыря, и тем самым спасли от гибели в огне. В качестве трофея скульптуру с большими предосторожностями на санях доставили в Бурятию.
По другой версии, Зандан Жуу доставили в Еравну благодаря невероятным усилиям Соржо-ламы Эгитуйского дацана Гомбо Доржо Эрдынеева и многих других людей, рисковавших своей жизнью. По прибытии была изготовлена металлическая копия статуи, которую поместили в Эгитуйском дацане, оригинал же был спрятан. Во время Гражданской войны японские интервенты узнали о местонахождении Зандан Жуу. По приезде им показали металлическую копию, и они уехали ни с чем.
В 1930-х годах Сандаловый Будда хранился в Одигитриевском соборе в городе Улан-Удэ, где размещались тогда фонды Краеведческого музея.
В 1980-х годах статую вернули верующим. 25 сентября 1991 года Зандан Жуу вертолётом перевезли в Эгитуйский дацан.
22 апреля 2003 года вышло Решение Буддийской традиционной сангхи России: «Утвердить в качестве буддийских святынь России: статую Зандан Жуу, Атлас тибетской медицины, Драгоценное тело Хамбо-ламы Итигэлова».

## Храм Сандалового Будды
Некоторое время статуя хранилась в дугане Эгитуйского дацана, в небольшом деревянном одноэтажном здании,
не приспособленном для хранения культурных и исторических ценностей. В связи с этим Буддийская традиционная сангха России приняла решение о строительстве специального помещения для хранения с поддержанием постоянного микроклимата. 25 июля 2008 года храм Сандалового Будды был открыт.

## Буддийская легенда о появлении статуи
Согласно тохарскому монаху Дхармананди (385 г. н. э., Экоттара-агама-сутры из Ануттара-никаи), Будда был на небесах Тридцати трёх богов, проповедуя Дхарму своей умершей матери Майе. Прасенаджит хотел видеть Просветлённого владыку и велел сделать его статую. Маудгальяяна перенёс мастеров на небеса, где они встретились с Буддой. После возвращения мастера изваяли статую в натуральную величину из сандалового дерева. Когда Будда Шакьямуни вернулся на землю, статуя сделала шесть шагов навстречу ему, тогда он и сделал пророчество, что она будет перемещена на север, и там произойдёт расцвет буддизма.

## Воздействие статуи на верующих
Не все могут находиться у Зандан Жуу: некоторые не выдерживают, выходят из храма. Другие, наоборот, обнаруживают, что прошло несколько часов с того момента, как они сели напротив Сандалового Будды. Считается, что святыня устраняет негативные деяния, дарует долгую жизнь, даёт установку на удачу, счастье, здоровье, если молящийся надеется на него и верит в это от чистого сердца.